# Фролов Маркіян Петрович
Маркія́н Петро́вич Фроло́в (1892–1944), композитор, піаніст і педагог родом з Бобруйська.
Музичну освіту здобув у Київській і Петербурзькій консерваторіях (1913—1924). До 1937 концертував і викладав (з 1924) у Муз. Інституті ім. М. Лисенка в Києві; співзасновник, проф. і дир. Свердловської консерваторії (1934 — 37 і 1943 — 44).
Твори: Концерт для фортепіано з оркестром (1924), соната, сюїта, симфонічна картина «Седой Урал» (1936), перша бурято-монгольська опера «Энхе-Булат Батор» (1940); три укр. пісні для вокального тріо.